# Silla Ant

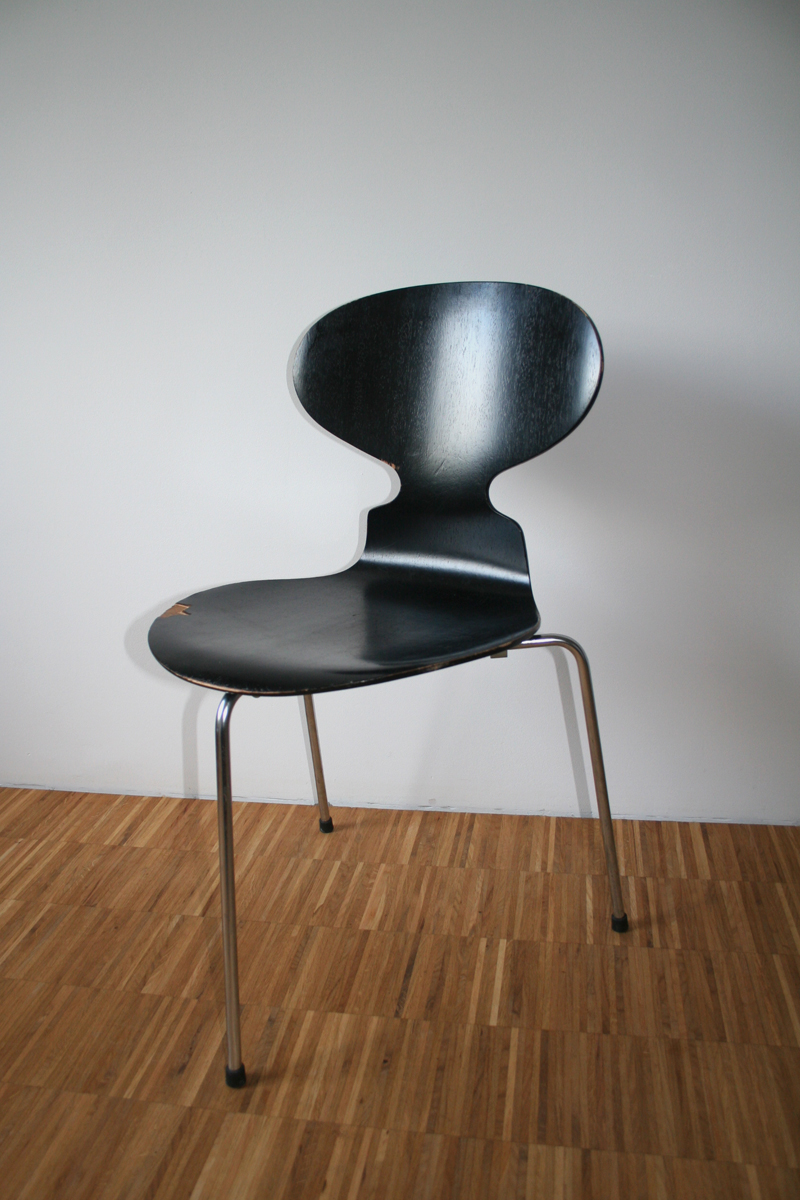
Silla Ant.

La silla Hormiga, más conocida por su nombre en inglés, Ant chair (en danés: Myren), fue diseñada por el arquitecto y diseñador moderno Arne Jacobsen inicialmente en 1951 para el ayuntamiento de Rødovre, y en 1952 para las cafeterías de la empresa farmacéutica danesa Novo Nordisk. Su nombre proviene de la forma de la silla, que asemeja una hormiga con la cabeza levantada.
El diseño buscó la ligereza, la estabilidad, la facilidad de transporte y la posibilidad de mover los pies sin chocar con las patas. Originalmente se encargaron 300 ejemplares, elaborados con tableros de madera laminada pintada de negro y patas de plástico por la compañía danesa Fritz Hansen, que las manufacturó. Posteriormente, con la popularidad de la silla y su consiguiente producción en serie, el plástico de las patas se sustituyó por tubos de acero. Además apareció una versión con cuatro patas.
La madera laminada está moldeada, de manera que asiento y respaldo se convierten en una sola pieza, lo que hace que el respaldo consiga una cierta flexibilidad que lo hace confortable, además de hacer más sencillo la fabricación de la silla. Las patas, una vez fueron creadas de acero, se unen a la madera mediante tacos de goma, facilitando así el montaje.